# فلز سنگین

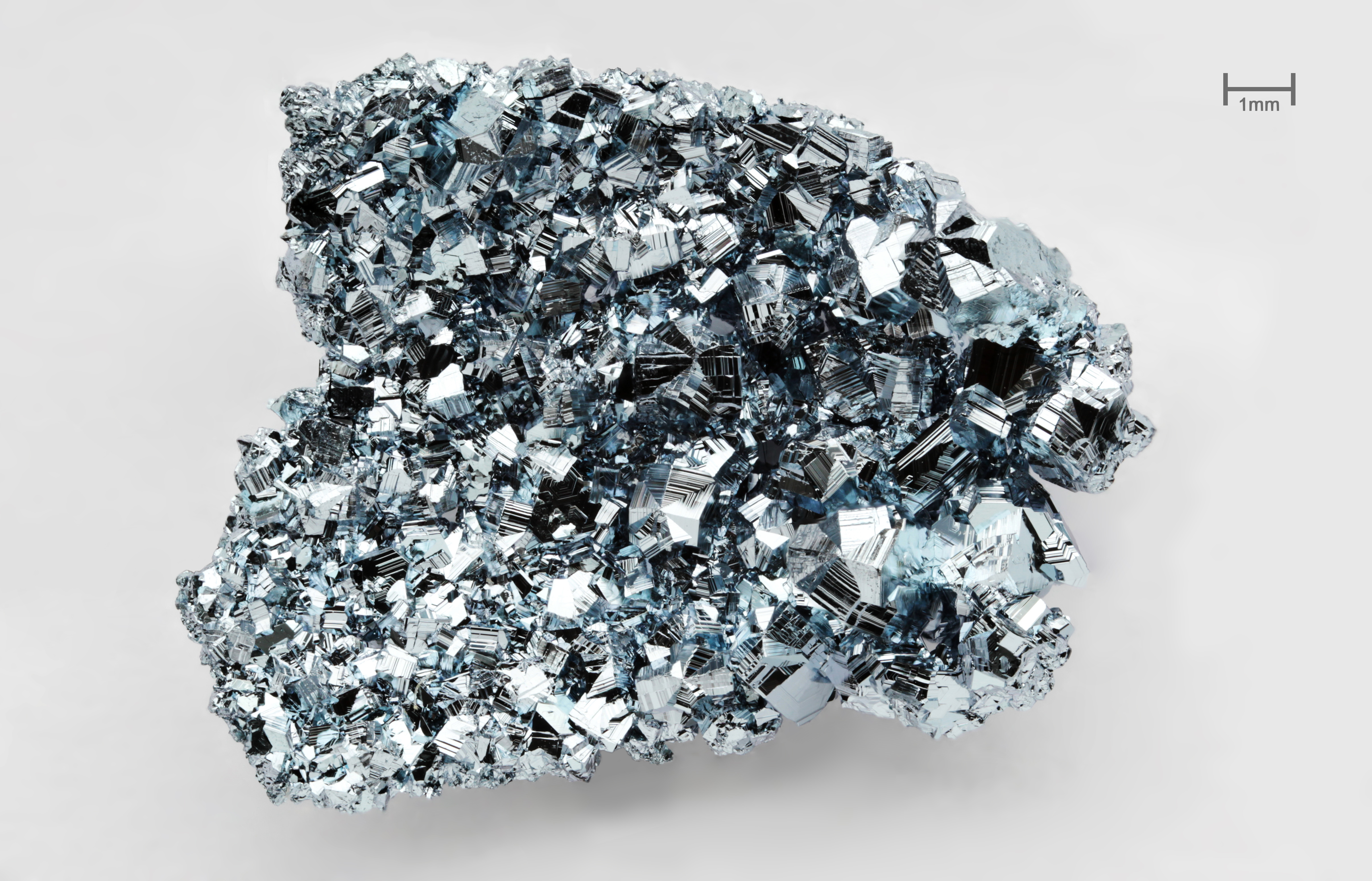
کریستال‌های اسمیوم، یک فلز سنگین تقریباً دو برابر متراکم‌تر از سرب است.

فلز سنگین (به انگلیسی: Heavy metal) اصطلاحی در شیمی است که به فلزها یا شبه‌فلزهای دارای اثرات زیست‌محیطی اشاره دارد. خاستگاه این واژه، از خطرناکی و آسیب‌زایی فلزهای سنگین در محیط زیست برآمده است و منظور از آن بیشتر سرب، جیوه و کادمیوم بوده است (به دلیل چگالی بیشتر آن‌ها نسبت به آهن)؛ با این‌حال، امروزه همه فلزها و شبه‌فلزهای آسیب‌رسان و سمی (فارغ از مقدار چگالی) نظیر آرسنیک را در بر می‌گیرد.
معیارهای مورد استفاده جهت تعریف فلزات سنگین عبارتند از چگالی، وزن اتمی، عدد اتمی و جایگاه عنصر در جدول تناوبی. در حال حاضر هیچ معیاری که مورد پذیرش عموم باشد جهت تعریف فلزات سنگین وجود ندارد.

## بیماری‌های ناشی از فلزهای سنگین
فلزات سنگین به گروهی از فلزات سنگین گفته می‌شود که دارای وزن مخصوص بیش از ۶ گرم بر سانتیمتر مکعب یا جرم اتمی بیشتر از ۵۰ می‌باشند. فلزات سنگین تجزیه نمی‌شوند و به تدریج در بدن تجمع می‌یابند. در بافت‌های چربی، عضلات، استخوان‌ها و مفاصل انسان رسوب کرده و انباشته می‌شوند. ضعف عمومی در عضلات، کاهش اشتها، تهوع، التهاب غشاهای مخاطی چشم، بینی و حنجره و همچنین ضایعات پوستی مشکلات باروری، اختلالات روانی و عصبی و بیماری‌های قلبی از عوارض مواجهه با آرسنیک است. سرطان پوست در اثر مواجهه مزمن با آرسنیک نیز تأیید شده است. افزایش خطر ابتلا به سرطان ریه نیز از اثرات استنشاق کادمیم می‌باشد. از عوارض نامطلوب تمرکز بیش از حد کادمیم در بدن می‌توان به بروز ناراحتی‌هایی همچون خستگی، برونشیت، تخریب کلیه، افزایش فشار خون و تصلب شرایین، اسهال، شکستگی استخوان، ناباروری، آسیب به سیستم عصبی مرکزی، آسیب به سیستم ایمنی، ناهنجاری‌های روانی و آسیب احتمالی به DNA و سرطان اشاره کرد.
سرب باعث آسیب جدی مغزی مثل عقب‌ماندگی ذهنی، اختلالات رفتاری، مشکلات حافظه و تغییرات خلقی می‌شود. مهم‌ترین اثر سرب اختلال در نمو عصبی کودکان می‌باشد. از دیگر عوارض سرب می‌توان به اختلال بیوسنتز هموگلوبین و کم‌خونی، سقط جنین و نارسی نوزاد اشاره کرد، همچنین در افراد بزرگسال نیز می‌تواند فشار خون را افزایش دهد.
روی در بدن انسان، در غلظت بالا، در پروستات، استخوان، عضله و کبد گزارش شده است. بعضی از عوارض نامطلوب آن عبارتند از مسمومیت، تب، تهوع، استفراغ و اسهال متعاقب مصرف نوشیدنی‌های اسیدی یا غذاهایی که در ظروف گالوانیزه تهیه و نگهداری می‌شوند.
فلزهای سنگین به‌شدت سمی هستند و از طریق عوامل مردم‌زاد وارد محیط زیست می‌شوند.
| عنصر    | اثرات حاد                                     | اثرات مزمن                                                 | نوع مسمومیت     |
| ------- | --------------------------------------------- | ---------------------------------------------------------- | --------------- |
| کادمیوم | التهاب ریه                                    | سرطان ریه نرم‌استخوانی پروتئینوری احتمال آسیب شدید کلیه     | مسمومیت کادمیوم |
| جیوه    | اسهال تب استفراغ                              | استوماتیت (التهاب دهان تهوع سندروم نفروتیک Parageusia لرزش | مسمومیت جیوه    |
| سرب     | انسفالوپاتی اختلال مغزی                       | کم‌خونیFoot drop/wrist drop                                 | مسمومیت سرب     |
| کروم    | خونریزی دستگاه گوارش خون‌کافت نارسایی حاد کلیه | فیبروز ریه سرطان ریه                                       | مسمومیت کروم    |
| آرسنیک  | آریتمی قلب پلی‌نوریت                           | دیابت هیپرکراتوز سرطان                                     | مسمومیت آرسنیک  |

## یادکرد
1. ↑  Emsley J. 2011, Nature's Building Blocks, new edition, Oxford University Press, Oxford, ISBN 978-0-19-960563-7.
2. 1 2 3 4 5 6  یوسفی نژاد، منصوری و  رمضانی، «میزان فلزات سنگین در تنباکو و آب قلیان»، ۴.